# رق (آلة)

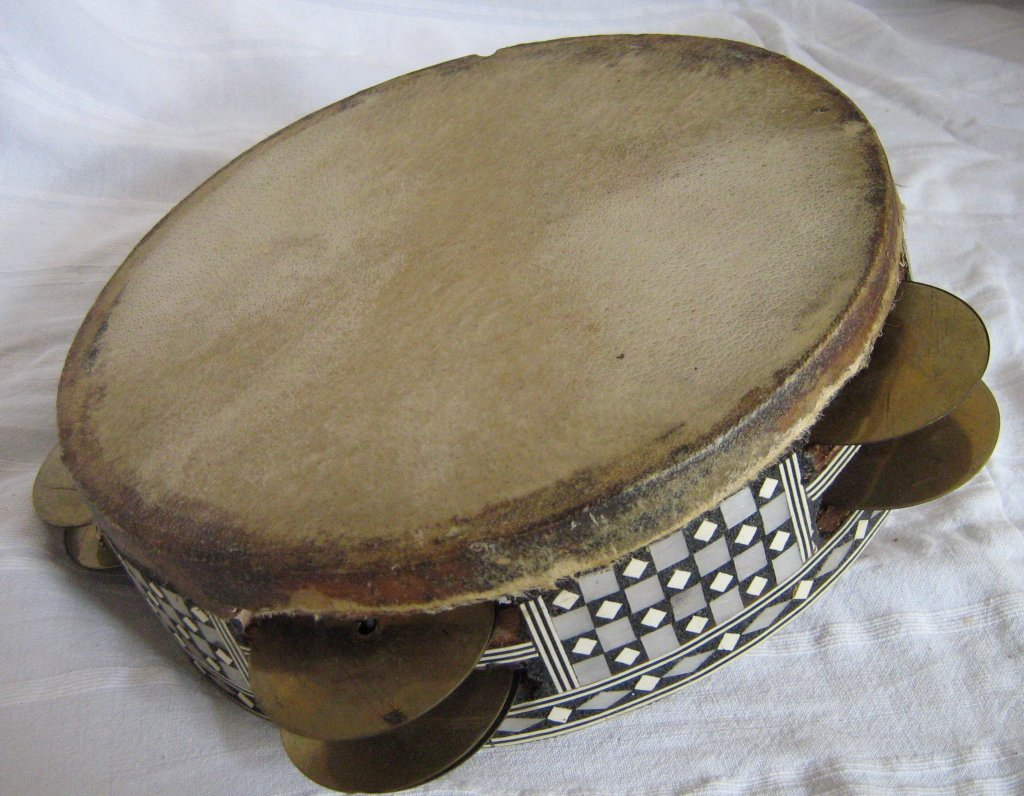
الرق

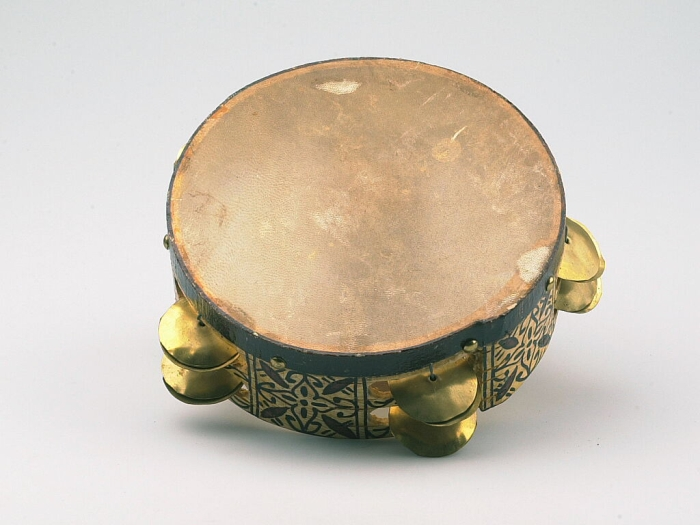
رق مغربي

رق هي نوع من أنواع الدف تستخدم كآلة موسيقية تقليدية في الموسيقى العربية.هي آلة موسيقية مهمة في الموسيقى الشعبية والموسيقى الكلاسيكية على أرجاء الوطن العربي.تقليديا تحتوي على إطار خشبي (مع أن في العصر الحديث قد تصنع من المعدن) وجلجلة ورأس شفاف رقيق مصنوع من جلد الماعز أو السمك (أو مؤخرا من مواد صناعية).
قطر دائرته بين 20 و 25 سم.اكتسب الرق اسمه منذ القرن التاسع عشر.نزولا من الدف كالطار اكتسب الرق اسمه منذ القرن التاسع عشر ليفرق بينهما.
وقد يسمى بالرق، وهو مستدير الشكل يحتوي إطاره الخشبي عشرة أزواج من الصنوج المعدنية الصغيرة المتحركة ويوجد كل زوج منها داخل فتحة مستطيلة الشكل موجودة في الإطار، في وسطها مسمارا يخترق قطر الصنج، ويمسك العازف رقه بواسطة اليد اليسرى أما النقر فيكون بالكف اليمنى على الجلد الذي يغطي جهة واحدة من الآلة وكذلك الجلاجل.
عند النقر على وسط الدف نقرة تامة ينتج صوت يسمى (دم أو تم)، أما الصوت الخفيف فينتج من النقر على طرف الدف ويسمى هذا الصوت (تك).

## التاريخ
يؤكد علماء تاريخ الآلات الموسيقية بأن الرق كان من أبتكار العصور الإسلامية، إذ أن هذه الآلة لم تكن مستعملة في عصور ما قبل الإسلام، لقد جاءها الرق منقوشا على كثير من الآثار الإسلامية العربية المختلفة، تحف معدنية وخشبية وعاجية ومخطوطات قديمة.
وقد أكدت الآثار بأن أول ظهور لهذه الآلة كان في العراق، وفي القرن الخامس عشر، استعمل الرق مع الناي في حلقات الذكر عند المشايخ والدراويش المتصوفين.
لقد أنتقل الرق من العراق إلى الأقطار الأخرى حتى وصل إلى أوروبا إذ توجد مجموعة من اللوحات الفنية الأوربية ترينا بوضوح استعمال الأوربيين للرق، وبعد أن أقتبست هذه الآلة من الشرق أدخلتها أوروبا إلى الأوركسترا ولكن استعمالها قد أقتصر على المقطوعات التي تعبر عن جو شعبي أو عربي أو أسباني أو غجري